# République rhénane
1923–1923
Entités précédentes :
- Allemagne (Territoires occupés)

Entités suivantes :
- Allemagne (Territoires occupés)

La République rhénane est un État éphémère ayant existé pendant environ un mois d'octobre à novembre 1923 dans une partie de l'Ouest de l'Allemagne.

## Contexte
Au même titre que la question du territoire du Bassin de la Sarre, la question de la Rhénanie est, de 1918, au cœur de tensions franco-allemandes. Après l'armistice, une partie de l'Allemagne est occupée par les troupes des vainqueurs (France, Royaume-Uni, États-Unis, etc.). 

## Intérêt stratégique pour la France
Un mouvement séparatiste prend forme, qui organise des soulèvements à Düsseldorf, Bonn, Coblence, Wiesbaden et Mayence. Une première tentative de « république » a lieu à Wiesbaden le 1er juin 1919 menée par Hans Adam Dorten (en) : cet homme d'affaires a failli passer en cour martiale vers la fin de la guerre pour avoir critiqué l'Empereur. 
Le 21 octobre 1923, un groupe de séparatistes s'empare des bâtiments publics à Aix-la-Chapelle et proclame une République rhénane. Il en va de même à Krefeld et à Mönchen-Gladbach. Parti de la zone belge, le mouvement s'étend les 22 et 23 octobre à la zone française où les séparatistes s'emparent des bâtiments publics à Bonn, Coblence, Trèves, Wiesbaden et Mayence. 
Cette République rhénane est composée de trois entités fédérées : Nord (Aix-la-Chapelle), Sud (Coblence) et Ruhr (Essen), avec Cologne pour capitale. Une République palatine (de) autonome vient s'y adjoindre le 12 novembre. Le mouvement séparatiste s’effondre après le massacre de Pirmasens (février 1924).

## Remilitarisation de la Rhénanie
L'occupation de la rive gauche du Rhin prend fin en 1930, et en 1936 le statut de zone démilitarisée est unilatéralement dénoncé par Hitler, sans réactions autres que verbales de la part des autres États.